# Flanders' Ladder
"Flanders' Ladder" é o vigésimo primeiro episódio da vigésima nona temporada da série animada Os Simpsons, e o 639.º no total. Foi ao ar nos Estados Unidos pela FOX em 20 de maio de 2018.
O episódio foi dedicado em memória do autor Tom Wolfe, que participou do programa no episódio "Moe'N'a Lisa". Ele morreu em 14 de maio de 2018.

## Enredo
Bart entra em coma depois de ser atingido por um raio, que lhe dá visões sobrenaturais.

## Recepção
Dennis Perkins do The A.V. Club deu a este episódio um C-, afirmando que "'Flanders' Ladder' é uma bagunça de um episódio, repleto de uma risada ou duas, que nunca se compromete a ir para ressonância emocional real, ou comicamente subestimando-o. Por isso, ocasionalmente, aterra em uma ideia engraçada, mas construída em uma base desastrosa de descaracterização e fluência. Quando o final vem, apenas o menos discriminante iria sentir a sua montagem de mortes de personagens como nada além de um gambito barato para fechar um episódio verdadeiramente decepcionante (e temporada) com peso imerecido."